# Zingiberales
Zingiberales Griseb., 1854 è un ordine di piante angiosperme monocotiledoni nel clade delle Commelinidi.
L'ordine comprende molte piante che vengono utilizzate come piante ornamentali (ad esempio: l'uccello del paradiso Strelitzia reginae, le  Heliconie), come colture alimentari (banane, platani) o spezie  (zenzero, cardamomo, curcuma, galanga).

## Descrizione
Sono grandi piante erbacee con rizomi e prive di fusto aereo tranne durante la fioritura.
I fiori sono generalmente grandi e vistosi e gli stami sono spesso modificati in staminodi e possono formare anche strutture colorate simili a petali che attirano gli impollinatori.

## Tassonomia
L'ordine comprende 68 generi e 2 600 specie.
Sia la classificazione tradizionale (Sistema Cronquist) che la più recente classificazione filogenetica (APG IV) assegnano all'ordine Zingiberales le seguenti famiglie:
- Cannaceae Juss.
- Costaceae Nakai
- Heliconiaceae Vines
- Lowiaceae Ridl.
- Marantaceae R.Br.
- Musaceae Juss.
- Strelitziaceae Hutch.
- Zingiberaceae Martinov

Le famiglie sono suddivise in modo informale in due gruppi a seconda del numero di stami fertili:
1) gruppo delle banane [Musaceae (la famiglia delle banane), Lowiaceae, Strelitziaceae e Heliconiaceae]
2) gruppo dello zenzero [Zingiberaceae (la famiglia dello zenzero), Costaceae, Marantaceae e Cannaceae]

### Alcune specie

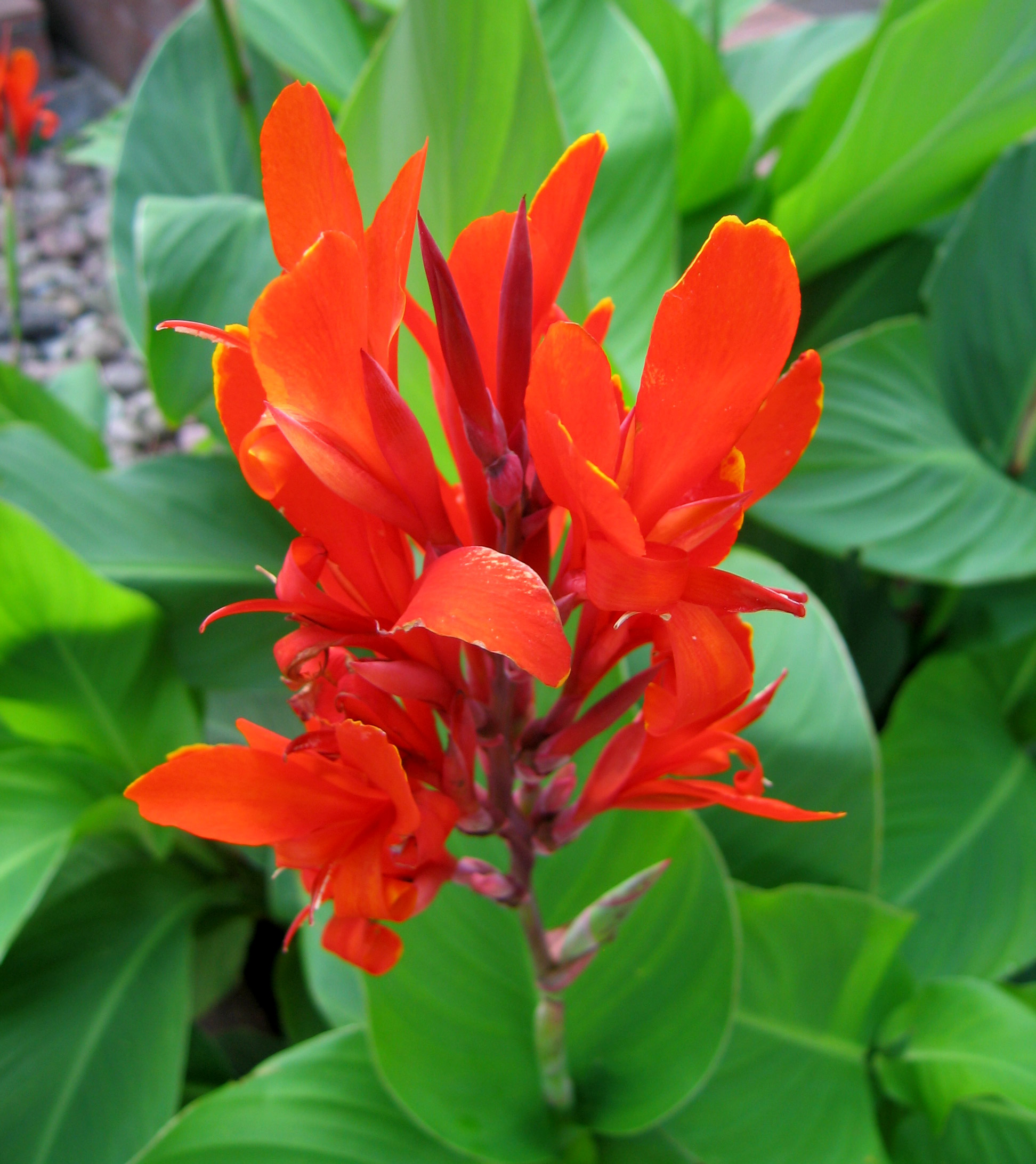
Canna indica (Cannaceae)
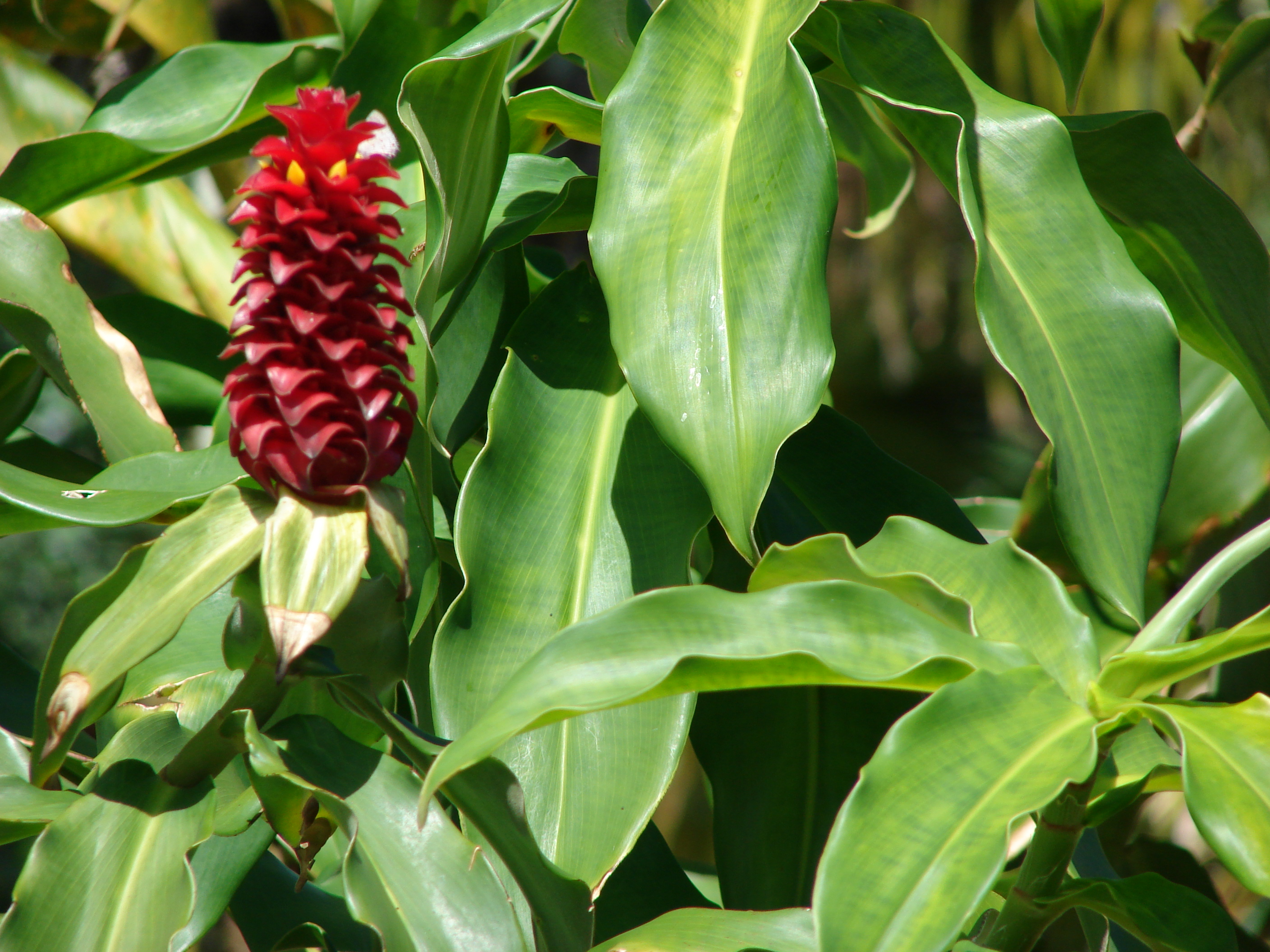
Costus comosus (Costaceae)
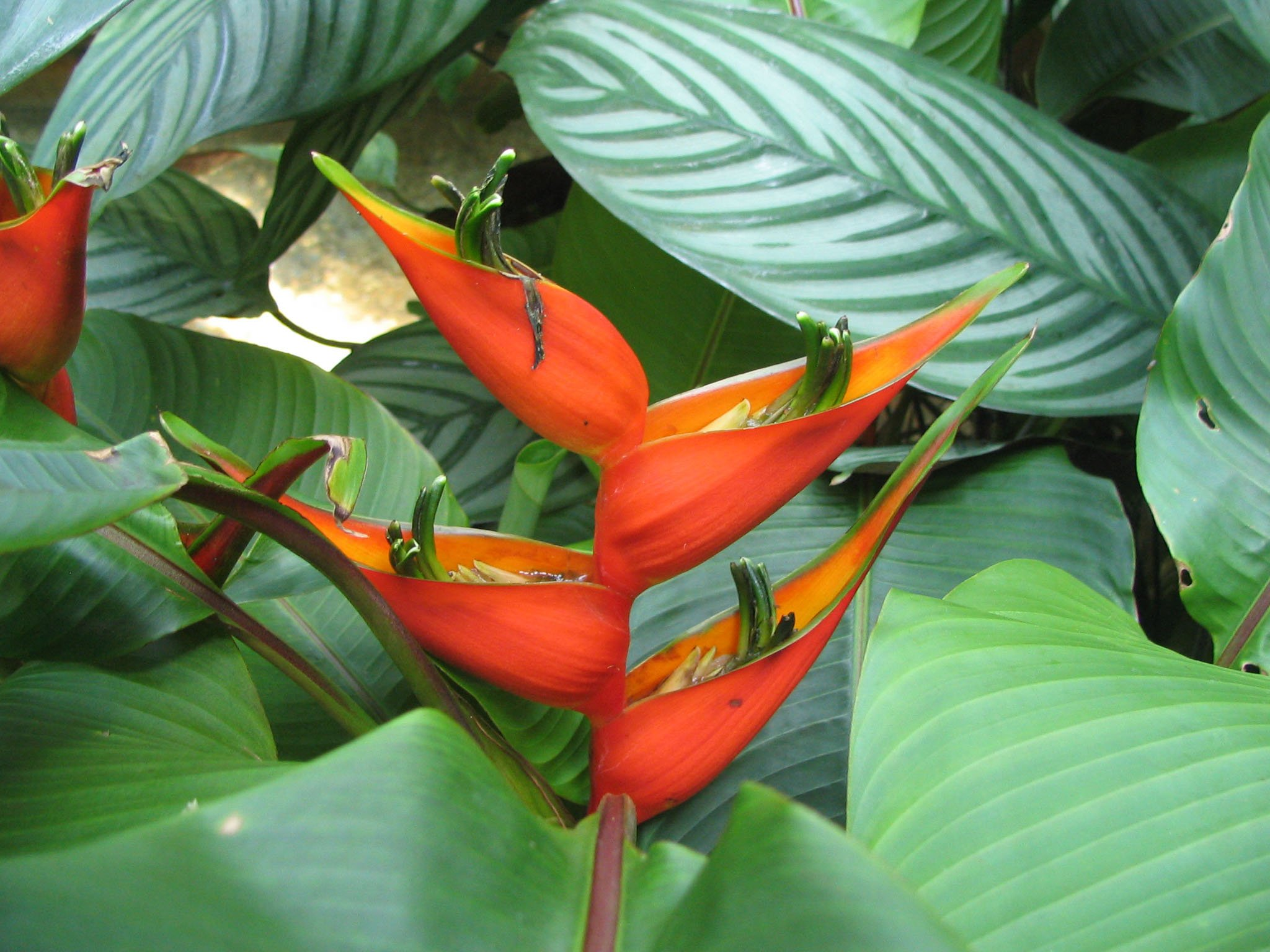
Heliconia stricta (Heliconiaceae)
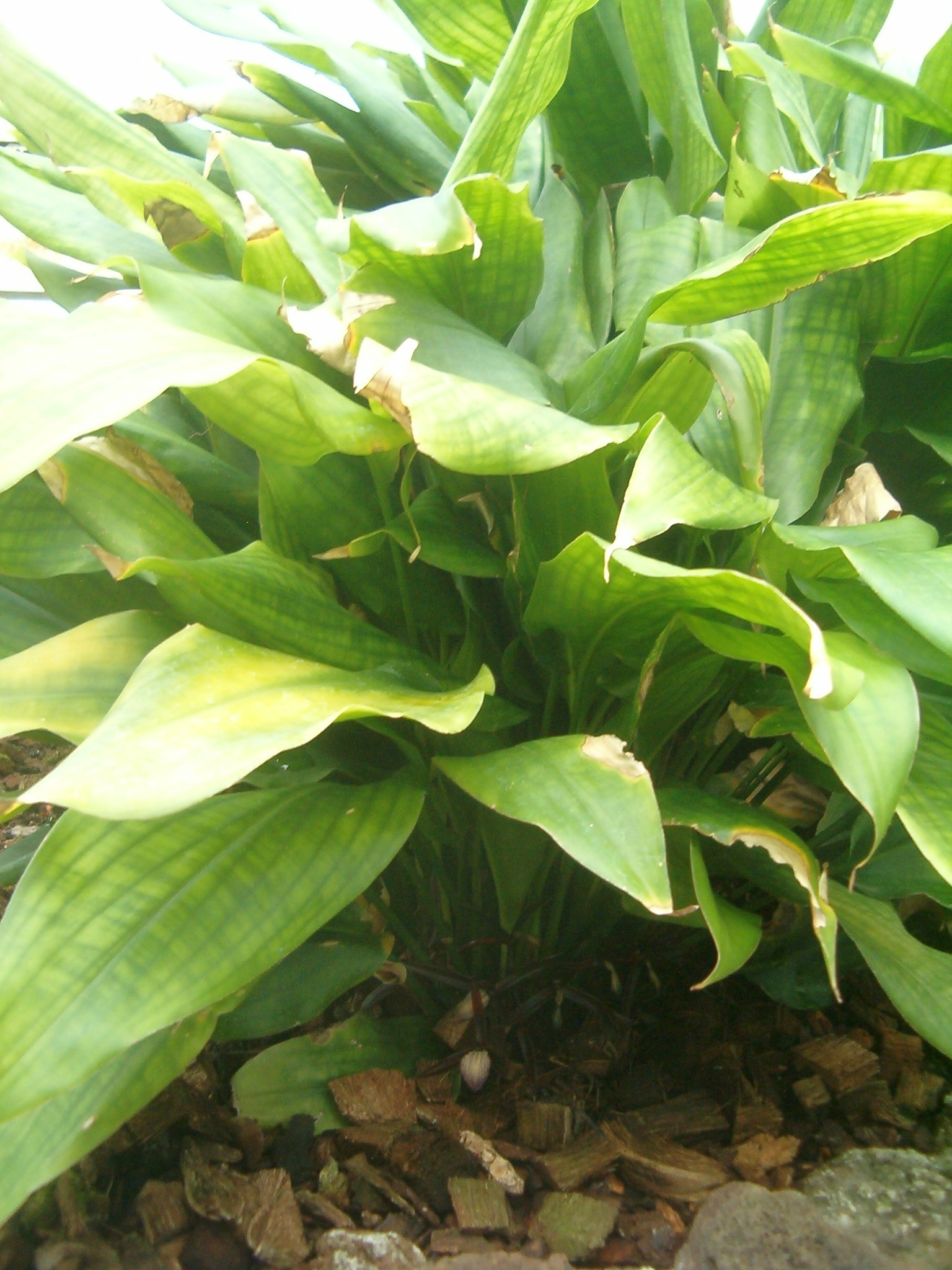
Orchidantha maxillarioides (Lowiaceae)
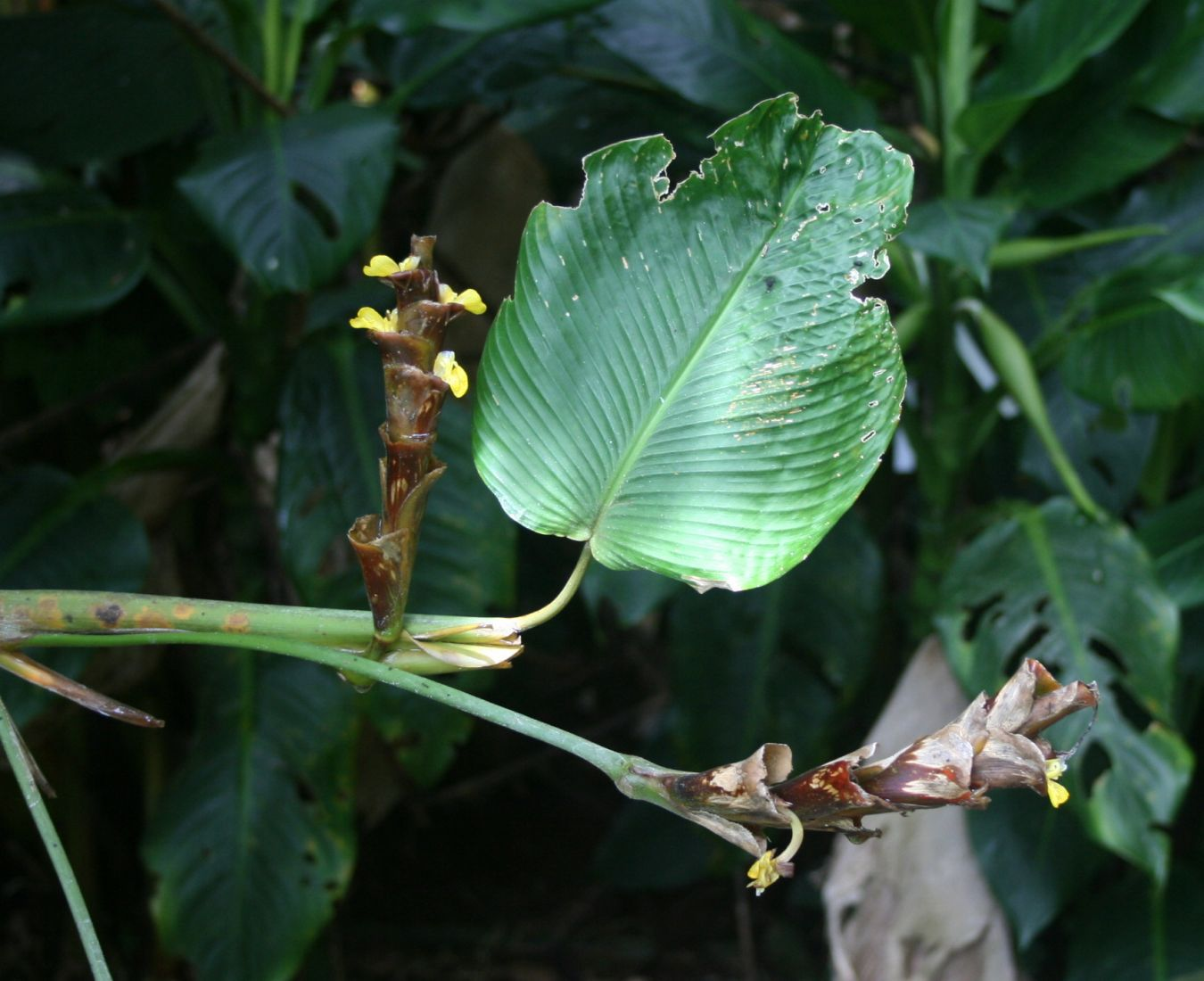
Calathea lutea (Marantaceae)
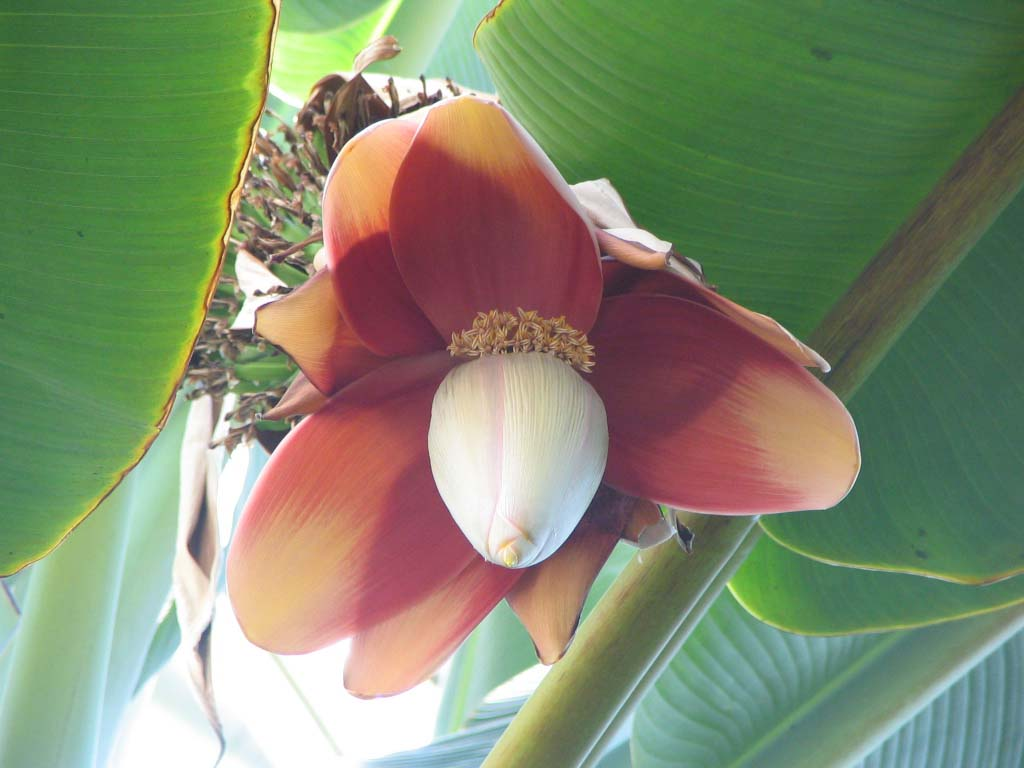
Musa balbisiana (Musaceae)
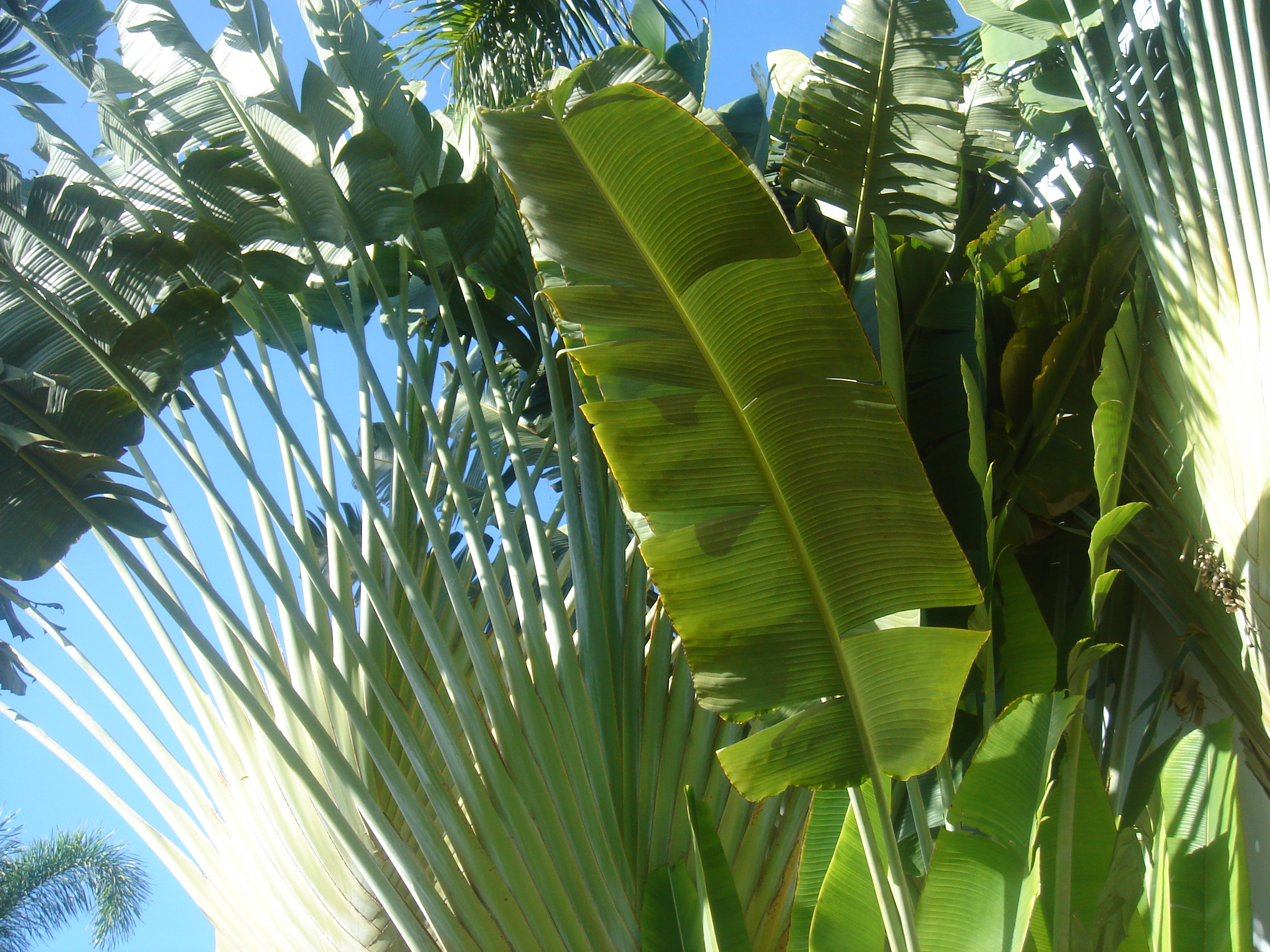
Ravenala madagascariensis (Strelitziaceae)
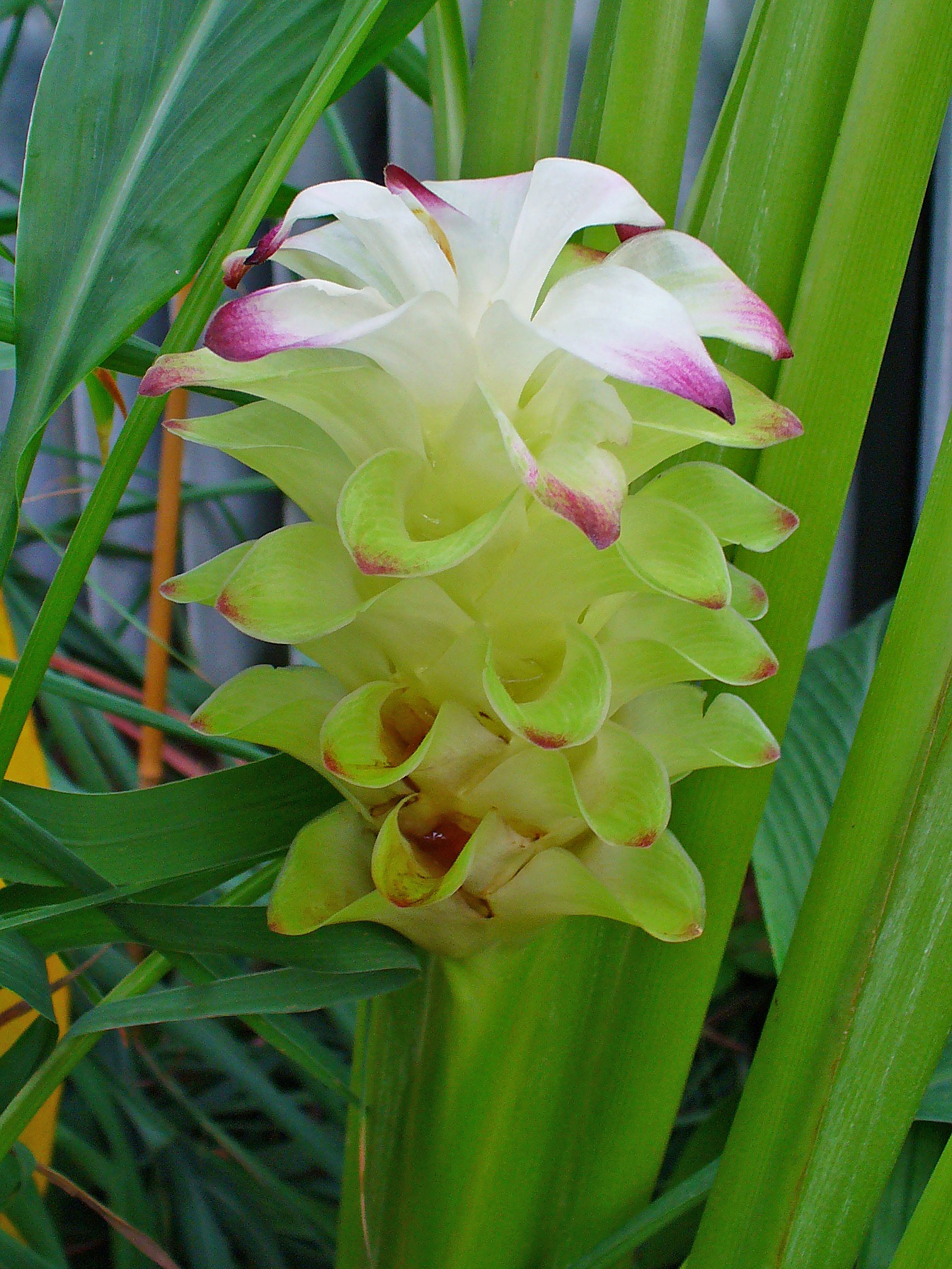
Curcuma longa (Zingiberaceae)